# Sergei Babenko
Sergei Babenko (en russe : Сергей Викторович Бабенко), né le 19 septembre 1961, à Oulan-Oude, en République socialiste fédérative soviétique de Russie, est un ancien joueur soviétique devenu estonien de basket-ball. Il évolue durant sa carrière aux postes  d'ailier fort et de pivot.

## Palmarès
- Finaliste du championnat d'Europe 1987